# Bönninghausen (Geseke)
Bönninghausen ist ein Dorf in Nordrhein-Westfalen und gehört als Ortsteil zur Stadt Geseke im Kreis Soest.

## Geographische Lage
Bönninghausen liegt am nördlichen Fuß des Haarstrangs in der Hellwegbörde am Eingang einer Talmulde, die sich am Störmeder Bach zur Lippe hin abflacht. Der Ort grenzt im Osten an Geseke, im Süden an Störmede, im Westen an Ehringhausen und im Norden an Mönninghausen, alles Stadtteile von Geseke.

## Geschichte

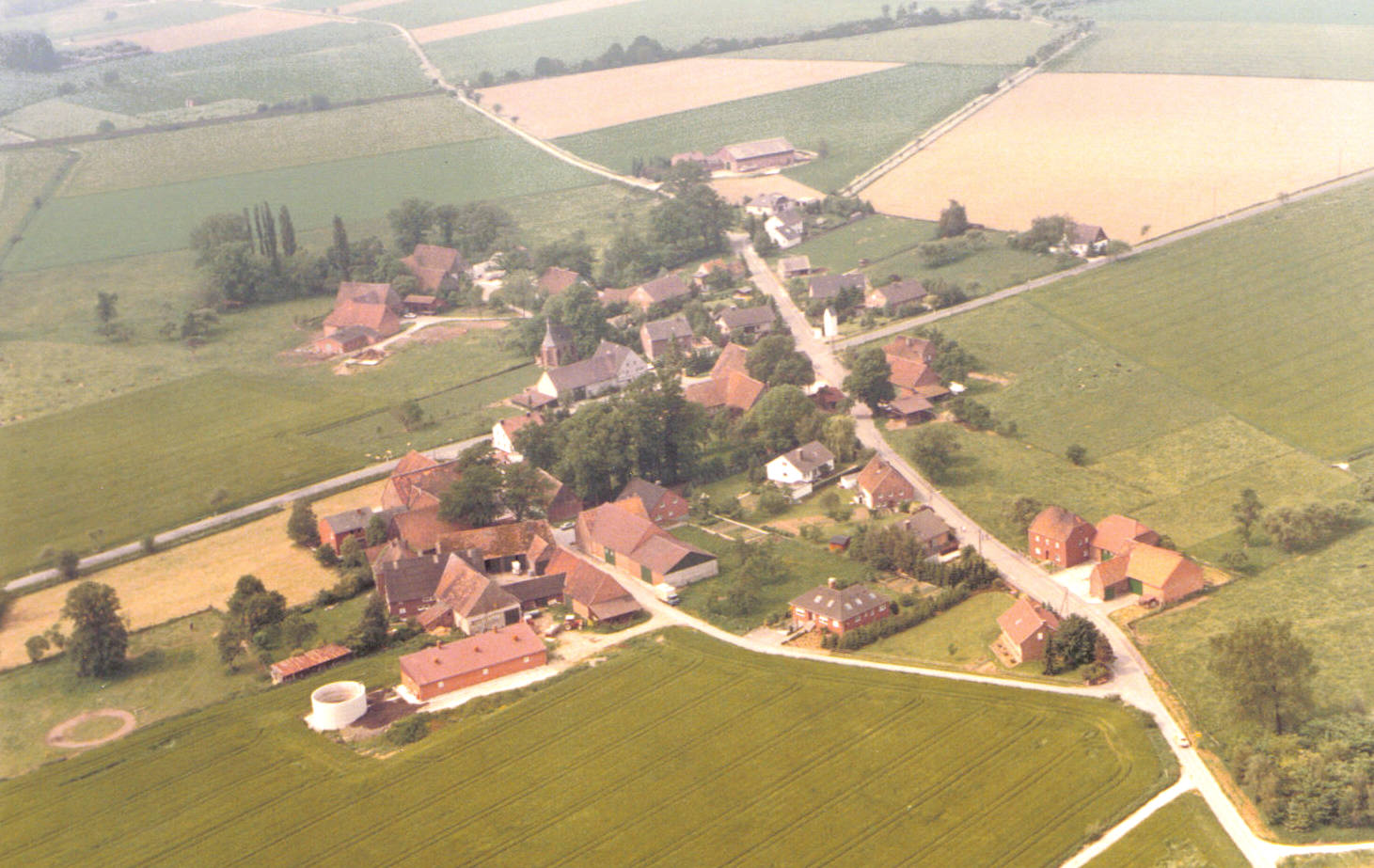
Bönninghausen Luftbild um 1985

| 826/876   | erste geschichtliche Erwähnung von Bönninghausen/Bennenhusen. Sie ist notiert in der Corveyer Traditionsnotiz des 9. bis 11. Jahrhunderts des 822 neu gegründeten Klosters an der Weser: „Der Graf Ricdag schenkte eine Hufe (ein Hof) in Bennenhusen. Der Graf Leodulfus (Luidulf) schenkt eine Hufe in Bennenhusen.“ |
| 1008/1009 | Hessi machte eine Schenkung in Bennenhusen. |
| 1010/1015 | Der Laie Volcmarus schenkt eine Familie in Bennenhusen. |
| 1120      | Corveyer Mönche errichten einen Fronhofverband. Die rasch anwachsende Bevölkerung im Hochmittelalter machte eine Erweiterung der Siedlungsanbaufläche notwendig. Es wurde weiter westlich ein neues Dorf angelegt, das heutige Mönninghausen. Der Oberhof wurde ins neu erschlossene Dorf verlegt. |
| 1295/1400 | Die Adelsfamilie der von Bönninghausen wird erstmals im benachbarten Geseke erwähnt. Notierung: Johann von Benninchusen Consul zu Geseke bezeugt, dass Rudolf von Wansielo dem Abt von Liesborn einige Grundstücke des Hofs Gelincdopp für 18 Solid verkauft. (1295) Notierung: Heinrich von Bönninghausen schwor 1400 zu allen Heiligen, dass er die Geseker Feldmark nicht von Rheinischen Schafen abweiden wollte. (Der Zusammenhang mit dem Dorf Bönninghausen konnte bisher noch nicht genau nachverfolgt werden. Er steht noch an.) |
| 1452      | Erwähnung eines Freistuhls in Benninghusen, zugehörend dem Freistuhlgericht Stalpe. Es werden 8 Bauernhöfe genannt, Alteingesessene. |
| 1600      | Erstmals wird ein Familienregister in Bönninghausen erwähnt. Im Schatzregister werden 7 Hofstellen erwähnt. |
| 1662      | Einweihung der neu errichteten Kapelle (Alte Kapelle war abgebrannt, Erbauung unbekannt.) Sie ist die erste Filialkapelle der Stadtkirche Sankt Petri in Geseke und wird am 20. Juni eingeweiht. |
| 1679      | wird ein Schulte von Bönninghausen genannt, der für die Einsammlung und Ablieferung aller Einkünfte an die Herren von Hörde zuständig war. |
| 1708      | Die baufällige Kapelle wird neu errichtet und am 31. Mai eingeweiht. |
| bis 1802  | Bönninghausen war im Mittelalter gegenüber den Herren von Hörde, den Herren von Boke und dem Kloster Corvey abgabepflichtig. Der Grundbesitz gehört den Rittern von Störmede und dem Kloster Corvey. Der Besitz der Ritter von Störmede ging später durch Erbfolge (Heirat) in den Besitz der Familie von Hörde in Schwarzenraben über. |
| 1802/1812 | Mit dem Untergang des alten Reiches und dem Übergang des Herzogtums Westfalen an die Landgrafschaft bzw. das spätere Großherzogtum Hessen beginnt auch eine Reform der unteren Verwaltungsebenen. Bönninghausen, das ja zum Gogerichtsbezirk Geseke des alten Reiches gehörte, ist nun Teil des umfangsgleichen neugebildeten Amtes Geseke, das 1812 in Justizamt Geseke umbenannt wird. |
| 1828      | Auflösung der Gutsherrlichen Gefälle durch Geldzahlungen. Die Bönninghäuser Bauern sind jetzt Privatbesitzer des bisher den Gutsherren gehörenden Ackerlandes. |
| 1833      | Markenteilung: Das bisher gemeinsam von den Hudeberechtigten genutzte Mönninghauser- und Bönninghauser Bruch. |
| 1843      | Gründung des Amt Störmede mit Sitz in Ehringhausen. Erstmals wird der Name Bönninghausen genannt, um es von Benninghausen bei Lippstadt zu unterscheiden. |
| 1860      | Im Juni 1860 wird eine Schützengesellschaft Bönninghausen gegründet. |
| 1862      | Die neue aus Backsteinen errichtete Kapelle wird am 14. Juni eingeweiht. |
| 1870      | Am Bönninghauser Bach wird eine Mühle erbaut, die mit Hilfe von Wasserkraft das Korn der umliegenden Bauern aus den Dörfern mahlte. Der Mahlbetrieb wurde 1937 durch Abwanderung des Eigentümers nach Pommern eingestellt. |
| 1884      | Gründung eines gemeinsamen Schulverbands mit dem Dorf Mönninghausen. |
| 1895      | In Bönninghausen wohnen 98 Personen, 52 Männer und 46 Frauen. 97 Personen sind katholisch, eine evangelisch. Es werden 15 Wohnhäuser bewohnt. Der Ort ist 181,4 ha groß. |
| 1898      | Bau der zweiklassigen katholischen Volksschule an der Kirche in Mönninghausen durch den Schulverband. |
| 1900      | Noch sechs Höfe in Bönninghausen unterstehen dem Vitsamt Mönninghausen. |
| 1909      | Das Amt Störmede verpflichtete das Dorf Bönninghausen zur Errichtung einer Feuerwehr. Bereits 1889 wurde eine Feuerspritze gekauft. |
| 1914–19   | Das Ehrenmal nennt drei Gefallene in Bönninghausen. |
| 1939–45   | Ehrenmal in Bönninghausen: sechs Soldaten fallen, zwei bleiben vermisst. |
| 1957      | Bau einer neuen dreiklassigen Schule am Friedhof in Mönninghausen durch den Schulverband Mönninghausen/Bönninghausen. |
| 1967      | Die Kapelle wird grundlegend renoviert: Anbau einer Sakristei, Erneuerung der Heizung, Änderung der Orgelbühnenabstützung, Gebetbänke wurden ersetzt, Erneuerung des Innenanstrichs. |
| 1972      | Auflösung des Schulverbands Mönninghausen und Bönninghausen mit Schließung der Schule. |
| 1974      | Der Kulturring Mönninghausen/Bönninghausen wird gegründet. |
| 1975      | Am 1. Januar 1975 wird Bönninghausen im Zuge der kommunalen Neuordnung mit den Gemeinden Ehringhausen, Eringerfeld, Ermsinghausen, Langeneicke, Mönninghausen und Störmede der Stadt Geseke zugeteilt und liegt seitdem im neugebildeten Kreis Soest. |
| 1978      | Auf dem Grundstück des Hofes Nolte wird zum ersten Mal ein Dorffest veranstaltet. Seitdem findet regelmäßig am letzten Sonntag im September zu Ehren des Erzengel Michael das Michaelsfest statt. |
| 1979      | Der Bönninghauser Schützenverein wird mit dem Mönninghauser Schützenverein zum Schützenverein Mönninghausen-Bönninghausen zusammengeschlossen. |
| 1982      | Ein Kinderspielplatz wird angelegt und eine Blockhütte errichtet. |
| 1984      | Die zentrale Trinkwasserversorgung wird errichtet. Die Vereinigte Gas- und Wasserversorgung (VGW) liefert das Wasser aus der Aabachtalsperre. |
| 1992      | Ein zentraler Abwasserkanal mit einem Anschluss an die neu errichtete Kläranlage in Geseke wird verlegt. Über die Höhe des zu zahlenden Kanalanschlussbeitrages entschied nach jahrelangem Rechtsstreit das Oberverwaltungsgericht Münster im Jahr 2001 zugunsten der klagenden Grundstücksbesitzer in Bönninghausen. |
| 1993–94   | Ein Gemeindehaus wird errichtet und eine Bürgergemeinschaft e.V. gegründet. Das Kapellenumfeld wird neu gestaltet. Der Spielplatz und die Parkbuchten werden umgestaltet. |
| 1998      | Das Gemeindehaus wird im Jahr 1998 durch den Anbau eines Lagerraums erweitert. |
| 2017      | Die Einwohner nehmen am Kreiswettbewerb „Unser Dorf hat Zukunft“ teil und werden 4. Sieger in der Gruppe bis 800 Einwohner. Einen Sonderpreis erhalten die Bürger für den Einsatz zum Erhalt und zur Pflege des Dorfmittelpunktes „Bürgerhütte, Kapelle, Spielplatz“. |
| 2019      | Die Tiefbauarbeiten beginnen für den Anschluss der Häuser an das megaschnelle Breitbandnetz. |

## Politik
Bönninghausen bildet zusammen mit Mönninghausen einen Gemeindebezirk. Ortsvorsteherin der beiden Ortsteile ist seit 2014 Irene Struwe-Pieper (CDU). Dr. Günter Fiedler (SPD) aus Bönninghausen ist stellvertretender Bürgermeister der Stadt Geseke und Vizelandrat im Kreistag des Kreises Soest.

## Verkehr
Über die Landesstraße L749 ist Bönninghausen an das regionale Straßennetz angebunden. Im öffentlichen Nahverkehr ist es über die Buslinie 692 mit Geseke und über die R64 mit Lippstadt an Werktagen stündlich verbunden. Bahnreisende können die Bahnhöfe in Ehringhausen und Geseke in ca. 2–3 km Entfernung erreichen. Zur Bundesstraße 1 (B1) sind es in südlicher Richtung 3 km, zur A 44 Bundesautobahn 44 Anschlussstelle Geseke/Büren 10 km.

## Natur und Umwelt
Bönninghausen grenzt im Osten an das 100 ha große Naturschutzgebiet Stockheimer Bruch. Es ist Bestandteil des Feuchtwiesenschutzprogramms des Landes NRW. Es wurde 1981 zunächst als Landschaftsschutzgebiet und dann im Jahr 1993 als Naturschutzgebiet ausgewiesen. Seit 2003 ist der Stockheimer Bruch darüber hinaus ein europäisches Schutzgebiet nach der Fauna-Flora-Habitat-Richtlinie der Europäischen Union. Die Arbeitsgemeinschaft Biologischer Umweltschutz im Kreis Soest e.V. (ABU) betreut das Gebiet seit 1988 kontinuierlich, Teilflächen sind zur Bewirtschaftung unter Auflagen an Landwirte verpachtet worden.
Die wichtigsten Gründe für seinen Schutz sind die artenreichen Feuchtwiesen mit ihrer charakteristischen Lebensgemeinschaft, zu der auch der seltene Große Brachvogel gehört. Durch die besonderen Bodenverhältnisse treten in diesem Niederungsgebiet Quellen mit salzhaltigem Grundwasser zu Tage. Anhaltend hohe Wasserstände haben in einem Großteil des Gebiets zur Bildung von Niedermoortorf geführt. Der unterliegende Kalkstein fördert die Bildung von Wiesenkalk, so dass ein Kalkflachmoor entstanden ist, eine äußerst seltene Standortkombination in Nordwestdeutschland.
Der durch das Gebiet fließende Störmeder Bach wurde ab 2000 durch den zuständigen Wasserverband Obere Lippe an zwei Stellen geöffnet. Bei Hochwasser erfolgt ein Abfluss in benachbarte Wiesen. Aufgebaggerte Blenken (Wassersammelstellen) ermöglichen den Rückhalt des Wassers. Weiterhin wurde die Grabenverrohrung entfernt und einige Quellen aufgebaggert. Ein aufgeschütteter Damm entlang der Landstraße ermöglicht den Einstau weiterer Wassermengen.